# Säkring

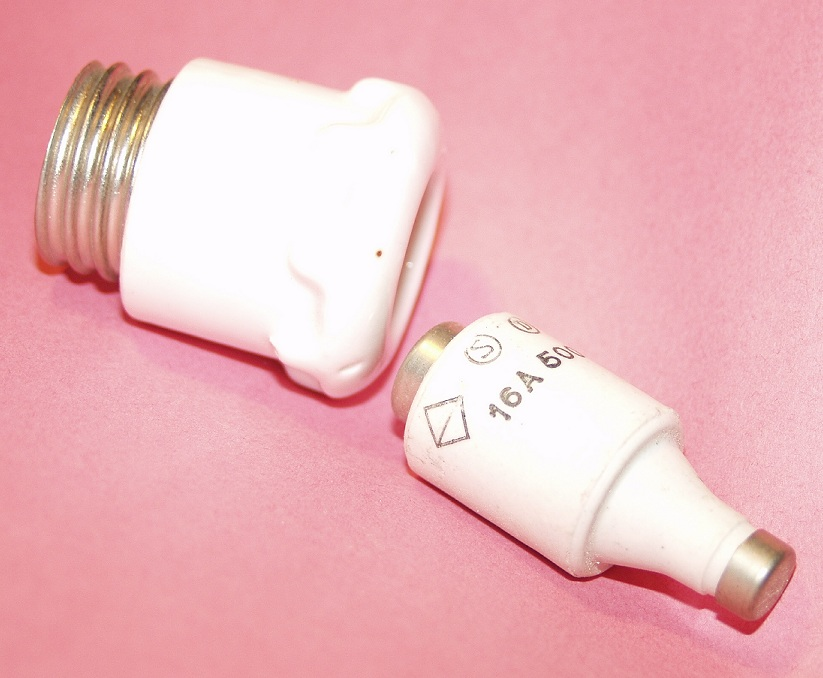
Keramiska säkringar, så kallade smältproppar. Passkontakten (bottendelen) i säkringshållaren har olika diameter beroende på vald strömstyrka, vilket gör det omöjligt att använda dessa säkringar felaktigt.

IEC Symbol för säkring i ett kopplingsschema.

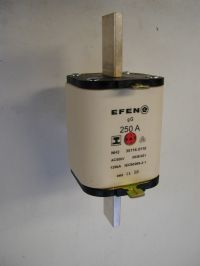
Knivsäkringar används vid högre strömmar.

För andra betydelser, se Säkring (olika betydelser).
Säkring är en anordning för att förhindra överbelastning i elektriska anläggningar, vilket skulle kunna leda till överhettning och i värsta fall brand.  Överbelastning uppkommer när för stor ström leds genom en ledning, till exempel på grund av kortslutning.
Säkringar finns av flera olika typer. De flesta traditionella säkringar innehåller en mycket tunn tråd, genom vilken all ström till anläggningen leds, och som precis klarar den strömstyrka anläggningen är avsedd för. När strömmen ökar ytterligare, smälter tråden av och strömmen bryts. Till mindre strömmar och lägre spänningar används ofta glasrörssäkringar. I bilar används säkringar där tråden inte alltid är inkapslad, utan ligger längs med en porslinscylinder eller -platta.
I fasta elinstallationer i byggnader används två olika typer av smältsäkringar. På hushållsnätet eller andra anläggningar med lägre ström används smältproppar av porslin, även kallat gängsäkring eller diazedsäkring - i dagligt tal propp. Propparna sitter i bostadens gruppcentral och är försedda med en liten färgad bricka i änden, vilken vanligtvis faller ner när säkringen löst ut, eller i dagligt tal proppen gått. I industrier eller andra anläggningar med högre ström används ofta knivsäkringar.
En säkrings driftklass betecknas med två bokstäver, varav den första avser funktionsklass och den andra det skyddsobjekt, objektet som ska skyddas.
Funktionsklass g - Kommer från det tyska ordet ”Ganzbereichsicherung” och betyder Totalområdessäkring. Säkringen kan bryta alla strömmar från lägsta smältström till märkbrytförmågan.
Skyddsobjekt G - Allmän användning, ”General purpose” enligt IEC (International Electrotechnical Commission).
Typ gL (VDE) och gG (IEC) är den vanligaste säkringen och motsvarar till sin utlösningskarakteristik de så kallade tröga säkringarna.
Innan en säkring byts bör anläggningen undersökas. Om det fel som orsakade att säkringen löste ut kvarstår, kommer även nästa säkring att lösa ut så snart den sätts i. Det är viktigt att aldrig ersätta en trasig säkring med någon annan ledning, till exempel en spik, då detta möjliggör överbelastning med till exempel eldsvåda som följd.

## Märkström
I Sverige används följande färger för att beteckna säkringar med olika märkström (märkström är den ström en säkring ska tåla utan att lösa ut). 
(16 A ersätter en äldre standard med 15 A (även den grå eller orange), som fortfarande kan hittas i äldre anläggningar. Fungerande 15 A behöver inte bytas, men kan vid behov utan vidare ersättas med 16 A)
| Färg   | Märkström       | Gänga propphuv |
| Rosa   | 2 A             | II             |
| Brun   | 4 A             | II             |
| Grön   | 6 A             | II             |
| Röd    | 10 A            | II             |
| Svart  | 13 A            | II             |
| Grå    | 16 A            | II             |
| Blå    | 20 A            | II             |
| Gul    | 25 A            | II             |
| Svart  | 32, 35 och 40 A | III            |
| Vit    | 50 A            | III            |
| Koppar | 63 A            | III            |

### Gänga
Edisongänga används för propphuvar:
| Gänga I   | E14 |
| Gänga II  | E27 |
| Gänga III | E33 |

## Automatsäkring

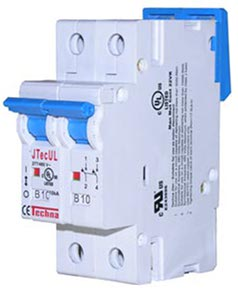
Automatsäkring

Från slutet av 1900-talet har automatsäkringar, även kallade dvärgbrytare, blivit vanliga. De har en vippknapp på utsidan, som kan fällas upp igen, när de löst ut, och så är strömmen tillslagen igen. En automatsäkring är en säkerhetsinstallation som är dimensionerad för färre brytningar under sin livslängd än en strömbrytare. Om man ofta missbrukar automatsäkringen som en strömbrytare kan den alltså få en förkortad livslängd. Även om man håller emot brytaren och säkringen löser ut, så bryts strömmen ändå. Benämningen "Automatsäkring" är egentligen ett föråldrat begrepp som kommer från tyskans "Sicherungsautomat" och är i grunden ett felaktigt begrepp då det ej är en säkring utan en brytare. En säkring går per definition ej att återställa vilket en brytare gör.

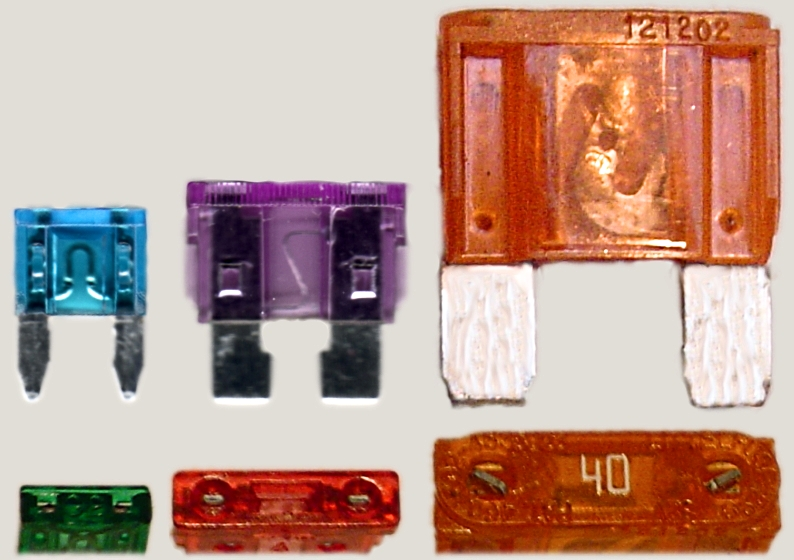
Denna typ av säkringar används vanligen i bilar.